# Michałów (Mazovia)
Michałów [pronunciación en polaco: /miˈxawuf/] es una aldea en el distrito administrativo de Gmina Klembów, dentro del condado de Wołomin, Voivodato de Mazovia, en el centro-este de Polonia. Se encuentra a unos 2 kilómetros al norte de Klembów, 10 kilómetros al noreste de Wołomin, y 31 kilómetros al noreste de Varsovia.